# Maison Anker
La Maison Anker (en hongrois : Anker-ház) est un édifice d'habitation situé dans le 6e arrondissement de Budapest. L'édifice est situé dans le quartier de Terézváros, en face du Temple évangélique de Deák tér. L'un des premiers immeubles d'habitat collectif budapestois, il porte le nom de l'assureur Anker.

## Histoire
Le cercle Galilée se réunit dans cet édifice avant sa dissolution en 1919.

## Accessibilité
Ce site est desservi par la station Deák Ferenc tér :      47 49.